# Pohárnok

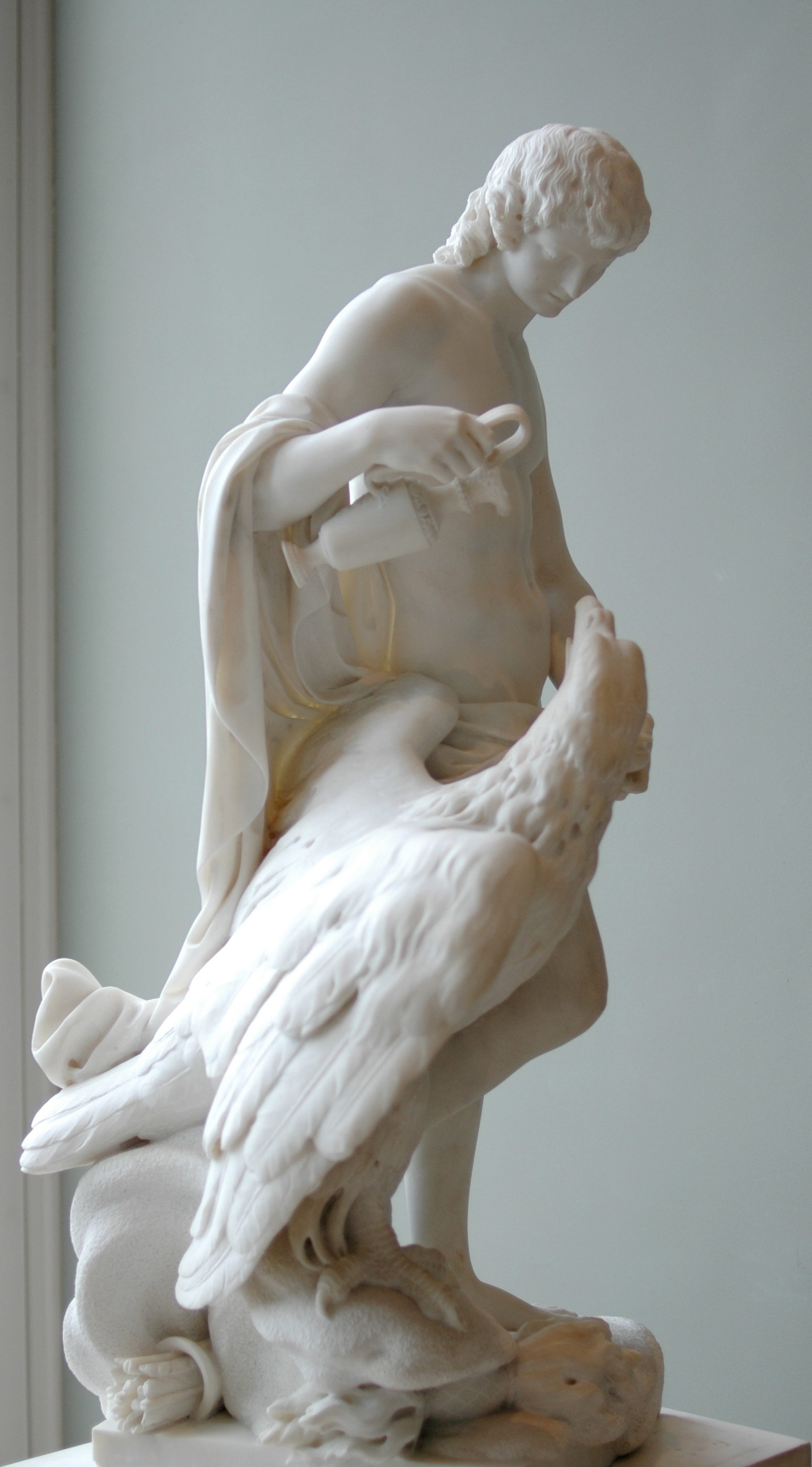
A görög istenek pohárnoka Ganümédész nektárt tölt Zeusznak, aki sas képében elragadta és felvitte őt az Olümposzra

A pohárnokok (más néven ételfogók) a királyi és a főúri udvartartásokban foglalkoztatott bizalmi szolgálók voltak. 

## Elnevezésük
A foglalkozás régi magyar neve bocsár(d) volt. A veszprémvölgyi görög alapítólevél 1109. évi latin formájában boutziárin formában említi. (A bocsár szó egyébként az orosz nyelvben fordul elő, ott kádár jelentéssel és a jelentésátvitel valószínűleg előbb a bor tárolásával foglalkozó személyekre történt.) 

## Felügyeletük
Felügyeletüket a pohárnokmester (vagy más néven főpohárnok) látta el, aki az ország kisebb zászlósurainak egyike volt.